# Менделевич, Давыд Моисеевич
Давыд Моисеевич Менделевич (16 февраля 1932 — 26 июля 2018) — советский и российский психиатр, доктор медицинских наук, профессор. Заслуженный врач и заслуженный деятель науки Республики Татарстан, заслуженный работник высшей школы Российской Федерации. Супруга Менделевич Эдит Захаровна, сыновья Менделевич Владимир Давыдович и Менделевич Борис Давыдович.

## Биография
Родился 16 февраля 1932 года в селе Каменка Пензенской области в семье Моисея Михайловича Менделевича и Евгении Борисовны Менделевич (Фельдман). Обучался в знаменитой казанской школе № 19 имени Белинского. Среди выпускников этих лет были писатели Василий Аксенов, Рустем Кутуй, Виль Салахов, светила местной медицины Всеволод Талантов, Юрий Шапиро, Ренат Зулкарнеев, Александр Ратнер, физик с мировой известностью, академик Роальд Сагдеев, ведущие инженеры Алан Абдрашитов, Арнольд Семичев, главный режиссёр Татарского академического театра Марсель Салимжанов, ученые в разных областях науки Алексей Тунаков, Игорь Ермолаев, Эрнест Дибай, Петр Норден, Рустем Сайфуллин, Александр Широков и многие другие
Обучался в Казанском государственном медицинском институте, после окончания которого в 1955 году 4 года работал в Кировской области главным врачом Ашланской психиатрической больницы, а в 1959 году продолжил обучение в клинической ординатуре КГМИ по психиатрии. В 1966 году защитил кандидатскую диссертацию.
Совместно с главным психиатром Минздрава ТАССР доцентом В. П. Андреевым участвовал в создании городского психоневрологического диспансера со стационаром, а позднее и городской психоневрологической больницы. После окончания ординатуры Д. М. Менделевич отказался от предложения Минздрава ТАССР руководить вновь созданным диспансером и поступил в аспирантуру к профессору М. П. Андрееву, предпочтя научную деятельность административной.
В 1968 году Д. М. Менделевич был избран на должность доцента кафедры и по предложению профессора В. С. Чудновского приступил к исследованиям церебральных механизмов вербального галлюциноза, представленных им, в дальнейшем, в 1983 году в виде докторской диссертации.
С 1979 по 1997 годы профессор Давыд Моисеевич Менделевич возглавлял кафедру психиатрии Казанского Медицинского Института. Д. М. Менделевич неоднократно повторял, что совместный разбор больных есть высшая форма учёбы врача. Он автор около более 300 научных публикаций по различным разделам психиатрии, в том числе 7 монографий и учебных руководств. Под его руководством и при консультировании были защищены 4 докторские и 17 кандидатских диссертаций. Долгие годы Д. М. Менделевич являлся членом Правления Российского общества психиатров.
В 1986 году Государственным комитетом СССР по научному образованию награждён нагрудным знаком «За отличные успехи в работе». Указами президента Татарстана от 1992 и 2000 годов ему присвоены звания Заслуженного врача и Заслуженного деятеля наук. Указами Президента Российской Федерации от 2005 и 2010 годов награждён медалью «В память 1000-летия Казани» и присвоено почетное звание «Заслуженный работник высшей школы РФ». Указом Президента Татарстана в 2012 году награждён медалью «За доблестный труд».
Давыд Моисеевич Менделевич скончался 26 июля 2018 года в Казани. Похоронен на Самосыровском кладбище.

## Публикации
- Вербальный галлюциноз: Клиника, условия развития, лечение. Давыд Моисеевич Менделевич. Изд-во Казанского университета, 1980 — Всего страниц: 246
- Вербальный галлюциноз в структуре психических заболеваний [Текст] : учебное пособие / Д. М. Менделевич, Ф. Ф. Гатин ; М-во здравоохранения Российской Федерации, Казанский гос. мед. ун-т, Казанская гос. мед. акад. — Казань : Медицина, 2012. — 160, [2] с. : ил., табл.; 21 см; ISBN 978-5-7645-0463-6
- История казанской психиатрии в лицах [Текст] / А. С. Созинов, Д. М. Менделевич ; М-во здравоохранения Российской Федерации, Казанский гос. мед. ун-т. — Казань : Медицина, 2012-. — 21 см; ISBN 978-5-7645-0456-8
- Основные принципы и методы изучения центральной нервной системы при психических заболеваниях [Текст] : Учеб.-метод. руководство для студентов мед. ин-та, интернов и врачей / В. С. Чудновский, Д. М. Менделевич, И.X. Галимов. — Казань : б. и., 1979. — 71 с. : ил.; 20 см.
- Психические расстройства, связанные с менструальной функцией и беременностью [Текст] : учебное пособие для курсантов, интернов, ординаторов / Ф. Ф. Гатин, Д. М. Менделевич, И. А. Митрофанов ; Министерство здравоохранения Российской Федерации, Казанская государственная медицинская академия, Казанский государственный медицинский университет. — Казань : Медицина, 2016. — 149, [3] с. : табл.; 20 см; ISBN 978-5-7645-0609-8 : 500 экз.
- Основные положения теории и практики психоанализа [Текст] : учебное пособие / Ф. Ф. Гатин, Д. М. Менделевич, К. А. Петухов ; М-во здравоохранения Российской Федерации, Казанская гос. мед. акад., Казанский гос. мед. ун-т. — Казань : Медицина, 2014. — 160, [3] с. : ил., портр.; 20 см; ISBN 978-5-7645-0537-4 : 300 экз.
- Краткое руководство по общей психопатологии [Текст] : Для программир. обучения / В. С. Чудновский, Д. М. Менделевич ; Казан. гос. мед. ин-т им. С. В. Курашова. — Казань : [б. и.], 1972. — 96 с.; 22 см.
- Трезво об алкоголе / Д. М. Менделевич, В. Д. Менделевич. — Казань : Татар. кн. изд-во, 1988. — 60,[2] с.; 17 см; ISBN 5-298-00260-9 :